# Novodmîtrivka, Novîi Buh
Novodmîtrivka (în ucraineană Новодмитрівка) este un sat în comuna Novomîhailivka din raionul Novîi Buh, regiunea Mîkolaiiv, Ucraina.

## Demografie
Componența lingvistică a localității Novodmîtrivka
     Ucraineană (96,63%)
     Rusă (2,47%)
     Alte limbi (0,89%)
Conform recensământului din 2001, majoritatea populației localității Novodmîtrivka era vorbitoare de ucraineană (96,63%), existând în minoritate și vorbitori de rusă (2,47%).